# 腰越町
腰越町（こしごえまち）は、神奈川県の中央南部、鎌倉郡に属していた町。

## 地理
- 河川:神戸（ごうど）川、行合（ゆきあい）川
- 岬:小動岬

## 歴史
- 1889年（明治22年）4月1日 - 町村制施行により、腰越村および津村が合併し腰越津村が成立する。
- 1903年（明治36年）6月20日 - 江之島電氣鐵道（現在の江ノ島電鉄線）片瀬 - 行合橋（現在の七里ヶ浜駅）間開業。追加停留所は土橋、神戸橋（ごうどばし）、谷戸（現在の腰越駅）、満福寺前、腰越、袂ヶ浦、日坂（にっさか。現在の鎌倉高校前駅）、谷沢、七里ヶ浜、峰ヶ原、田辺（現在の七里ヶ浜駅）および行合橋（ゆきあいばし）。
- 1903年（明治36年）7月17日 - 江之島電氣鐵道の行合橋 - 追揚（現在廃止）間開業。追加停留所は追揚（おいあげ）。
- 1915年（大正4年）10月18日 - 横浜電気江之島電気鉄道部（現在の江ノ島電鉄線）谷沢停留所廃止。田辺を行合に、行合橋を大境に改称。
- 1918年（大正7年）6月24日 - 横浜電気江之島電気鉄道部の神戸橋停留所廃止。腰越を腰越浜上に、袂ヶ浦を恵風園前に改称。
- 1920年（大正9年）4月1日 - 片瀬鎌倉線（現在の国道134号）および片瀬大船線（現在の神奈川県道304号腰越大船線）が県道認定される。
- 1929年（昭和4年） - 江ノ島電気鉄道（現在の江ノ島電鉄線）の土橋を腰越に、腰越浜上を小動に改称。
- 1931年（昭和6年）1月1日 - 町制施行し、腰越町になる。
- 1933年（昭和8年） - 町内には、水産業340世帯、専業農家70世帯、兼業農家95世帯[1]が所在。
水産業は、サバ、カツオ、イワシ、クロダイの漁を主としていた。
- 1935年（昭和10年） - 総世帯数は1,053となる。江ノ島電気鉄道の大境 - 追揚間にキャンプカー前臨時停留所を開設。
- 1938年（昭和13年）12月 - 鎌倉町と藤沢町で、片瀬町と腰越町を合併するための争奪戦が発生。
- 1939年（昭和14年）11月3日 - 鎌倉町と合併、市制施行し鎌倉市となる[2]。
腰越町域は、鎌倉市腰越・津となる。

## 交通

### 鉄道路線
- 江ノ島電気鉄道
- 腰越 - 谷戸 - 小動 - 恵風園前 - 日坂 - 七里ヶ浜 - 峰ヶ原 - 行合 - 大境 - キャンプカー前臨時 - 追揚 -

### 道路
- 県道片瀬鎌倉線 - 現在の国道134号
- 県道片瀬大船線 - 現在の神奈川県道304号腰越大船線